# Мфангано
Мфангано (на английски: Mfangano) е най-големият остров на Кения, разположен в източната част на езерото Виктория. Това е скалист и стръмен остров с неравен терен, намиращ се в близост до входа на залива Уинам. Общата му площ е 65 km2, a най-високата му точка е връх Квитуту, разположен в източната част на острова с надморска височина 1694 m. Населението към 1999 е било 16 282 души. Административно островът е едно от петте поделения на окръг Суба, който е част от провинция Нянза. Известен е с геометричните си скални рисунки от преди около 2000 години.

## Описание
Островът се издига стръмно над водите на езерото Виктория, а склоновете му са обрасли с екваториална растителност. Най-високият му връх се извисява на около 300 метра над нивото на езерото и завършва със стръмни червеникави скали. Бреговете са опасани с черни скали, плажове с тъмен вулканичен пясък, тесни ивици от тръстика и високи единични смокинови дървета. Малки селца са разположени както по тесните брегови ивици, така и по склоновете на планината. Тесни пътища се изкачват нагоре по стръмнините, почвата е плитка и скалиста, а по най-високите склонове се виждат изсъхнали маслинови дръвчета. В южната част на острова климатът е малко по-сух, а растителността – гъста и трънлива. Срещат се акациеви дръвчета, храсти от Phyla canescens и Lantana camara. В северните и западните части количеството на дъжда е малко повече и горите са по-разнообразни. Тук могат да се видят алое, различни видове орхидеи, жасмин, кактус канделабър.

## Наименование
Островът е получил името си от думата „okuwangana“, което означава място, където хората се обединяват. Вероятно това е следствие от факта, че тук са намерили убежище групи от племето суба (абасуба), прогонени от местата където са живели от по-многобройните луо.
Местните абасуба наричат острова Ivangano, което означава примирие. Това име островът получава след ХVІІ век, когато враждите между местните племена стихват и е извършена церемония за помирение. По това време абасуба дават обещание да живеят в мир и да спазват ценностите на помирение и прошка в рамките на собствената си общност и извън нея. Това обещание се спазва от племената и до наши дни.

## Население
Абасуба пристигат на острова преди около 200 години, напускайки Уганда. Преди тук да се настанят суба и луо, преди около 4 до 11 поколения, островът е бил обитаван от племената уисоколуа, какимба-уирамба, уасамо, уагире, уакула, уакинга, уакисори, уакисаси, уаози, уалунду, уиокия, уалоуа, уаганда и уакиая. Основната част от населението на острова сега принадлежи към народа суба, част от източноафриканските народи банту. В източната част живеят предимно хора от племето луо. Абасуба са силно повлияни от доминиращите на острова луо чрез контакти и смесени бракове.
Езиците, които се говорят са суба, луо, суахили и английски. Като резултат от асимилацията на абасуба от луо езикът суба почти е изчезнал. През 2003 г. е включен в Червената книга на застрашените езици на ЮНЕСКО.

## Бит и поминък
Основният поминък на населението е предимно риболов и земеделие. Риболовът се извършва с многоцветни ръчно изработени лодки, тип кану, понякога снабдени с платна. Част от уловената риба се изнася в големите градове на Кения и даже в Европа. Земеделските производители обработват малки парчета земя и отглеждат царевица, просо, маниока, боб и плодове. Овощните градини са заети главно с портокали и банани. Животновъдството е представено от едър рогат добитък, кози, овце, патици и кокошки.
Общността на абасуба е разделена на 14 клана, всеки от които има различни отговорности по отношение на ритуалите. Някои отговарят за предизвикването на дъжд, други – за прочистването и т.н. Всеки от тях има свои собствени и различни отношения с останалите кланове. В културата на племената обрязването е важна и задължителна церемония. Само обрязаните мъже могат да бъдат войни и да участват във военни сблъсъци или да посещават свещените места.
Племената бързо се адаптират към нововъведенията. Отдавна жилищата им се покриват с ламарина вместо с традиционната слама, която трудно се поддържа и става все по-оскъдна в околността. Телевизията и мобилните телефони също са намерили широко разпространение из острова.
Главното и най-голямо селище на острова е Сена, достъпно преди всичко по вода. Абасуба са много мобилни като основно се придвижват с лодки, с които извършват и голяма част от търговията си. Поради липса на пътища придвижването по острова става с велосипеди и мотоциклети. На острова започва да се прокарва първият път, изграждан като обиколка по периферията му. През 2007 г. са построени началните 500 m и на 2 февруари по тях преминава първата кола. Съществува и една къса неасфалтирана писта за кацане на малки самолети.

## Скални рисунки
Мфангано е известен със скалните си рисунки в геометричен стил, които са на повече от 2000 години и за които се смята, че са създадени от народа туа, наричан още батуа. Това са племена от ловци-събирачи, принадлежащи към групата на пигмеите и обитавали териториите край Великите африкански езера. Информацията за тях е много оскъдна. Скалните рисунки представляват основно концентрични кръгове, изпълнени в два или три цвята – главно бяло, черно и червено. Те са типични за тъй нареченото „туа изкуство“, разпространило се от Северна Кения до Северен Мозамбик, а в някои случаи достигащо чак до река Замбези, с които изобилстват териториите по островите и около езерото Виктория. Скалните рисунки представляват някои от най-ранните артистичните изяви на човешкия род и затова са изключително ценни. Абасуба отдавна са приели, че това е изкуството на техните собствени предци.
Куитоне – Това е местност, която се намира в северната планинската част на острова. Скалните рисунки тук са разпръснати под надвесените склонове на хълма Итоне по протежение на около 40 метра. Скалите са изрисувани на височина от около 3 m над околния терен. Рисунките се състоят от редуващи се концентрични черни и бели кръгове и елипси, пресечени на някои места с линии, наподобяващи спици на колело. Под тях има нещо като вдлъбнат перваз, на който се предполага, че са поставяни храна и вода, а проучванията доказват продължителна човешка употреба. Скалните рисунки са свързани с митологията на острова, чудотворни и свръхестествени събития и се предполага, че край тях са извършвани ритуали основно за предизвикване на дъжд. Въпреки че в Куитоне вече не се извършват церемонии, счита се, че дърветата около мястото са свещени и не се секат.
Мауанга – Местност в планинската част до входа на една от пещерите, където почти същите скални рисунки покриват площ от около 8 m2. Скалите са изпъстрени отново с концентрични кръгове, преливащи от бяло към черно и често застъпващи се един друг, както и рисунки, напомнящи слънца с лъчи. В основата им се намира природно образувание, наподобяващо следи от пръсти и известно като „Ръката на Бога“. Племената на острова вярват, че Ръката на Бога има лечебни свойства и много болни идват тук за да се докоснат до нея. Старейшините са убедени, че концентричните кръгове са изрисувани от техните далечни предци и представляват щитове, с които едновременно да се предпазват и да плашат враговете. Твърдят, че картините са били използвани до 1980 г. в церемонии за предизвикване на дъжд, като червените кръгове символизират Луната, а белите – Слънцето. Отдават скалните рисунки на своите прабаби, въпреки че са правени със сигурност много преди абасуба да се заселят на острова.
Чашковидни вдлъбнатини и скални гонгове – В някои части на острова се намират интересни изкуствени образувания във вид на чашковидни вдлъбнатини в скалите. Предполага се, че са използвани за ритуални цели, вероятно по време на инициация. Такива форми се намират по целия свят, включително и в България и се смятат за едни от най-старите форми на скално изкуство, предхождащи всички останали. Често тези вдлъбнатини са направени около т.нар. скални гонгове. Те представляват балансиращи един върху друг по-големи или по-малки скални късове с естествен резонанс. Когато се ударят с камък издават звук с определен тон наподобяващ гонг, като всеки от тях звучи в различна тоналност. Ритмичното им почукване издава серия от тонове, които се чуват на голямо разстояние. Много такива гонгове са намерени по островите в езерото Виктория, в Националния парк Серенгети в Танзания и в региона на планината Кения. Известно е, че в други части на Африка тези гонгове се използват за гадателски цели.

## Вярвания
На острова присъстват 36 различни видове свещени места, 19 от които са запазени непокътнати. Макар и останалите 17 да са унищожени, тяхната история все още се разказва от старейшините и възрастните хора в племената. Повечето от тези обекти са свързани с измолване на дъжд и представляват непосредствената връзка между хората и боговете. Местните хора вярват например, че свещените горички ги предупреждават за предстоящи опасности като издават някакви по-особени шумове, или потъват в мъгла. В тези случаи общността се опитва да успокои духовете с жертвоприношения на животни. Свещените гори се населяват от предците на племето абасуба, които насаждат дисциплина и единство сред местните хора.
Според вярванията отивайки при рисунките в Куитоне, хората могат да разговарят с предците си, но при строго спазени предварително правила. Преди това е забранено да се изрича името на местността, намерението за посещение трябва да се запази в тайна и за известно време се изисква въздържание от секс. Ако всички изисквания не са изпълнени, вместо среща с прадедите, хората ще видят само скалните рисунки.
Според разказите на старите хора, пещерата Мауанга е послужила за подслон на клана Уагимбе при тяхната битка с Уасаки преди около 200 години. Тогава жените Уагимбе се преоблекли с мъжки дрехи, хванали оръжия и излезли пред входа на пещерата. У Уакаси се създало убеждението, че противниковите войни са два пъти повече и те позорно напуснали битката. Абасуба все още посещават пещерата за да молят предците си за победа или помощ при различни начинания.